# Ahuitzotl
Ahuitzotl (nom nahuatl faisant référence à une créature légendaire souvent identifiée au « castor » ou à la « loutre de rivière » et également orthographié fréquemment Ahuizotl en français et surtout en espagnol) est le frère d'Axayacatl et de Tizoc et succède à ce dernier en 1486 comme tlatoani (titre signifiant celui qui a la parole, orateur en nahuatl) mexica, c’est-à-dire souverain des Aztèques.

## Biographie
Ahuitzotl est un roi conquérant et étend son empire dans les États mexicains actuels de Veracruz, Guerrero et une partie des Chiapas. Il assure, par toute une série de postes militaires, la sécurité des routes et favorise ainsi les relations commerciales dans l'empire aztèque.
Grand constructeur, il renforce l'approvisionnement en eau de la capitale en faisant construire l'aqueduc de Coyoacán et en inaugurant le jour de son avènement les travaux d'agrandissement du Templo Mayor de Tenochtitlan, commencés sous le règne de Tizoc. Selon le codex Durán, 80 400 personnes sont sacrifiées le jour de cette inauguration. Bien que ce chiffre soit probablement exagéré, il semble que sous son règne la pratique des sacrifices humains se soit étendue.
Il meurt accidentellement en 1502 lors d'une inondation de la capitale. C'est le fils de son frère Axayacatl qui lui succède sous le nom de Motecuzoma Xocoyotzin (plus communément appelé Moctezuma II par les historiens).

## Galerie

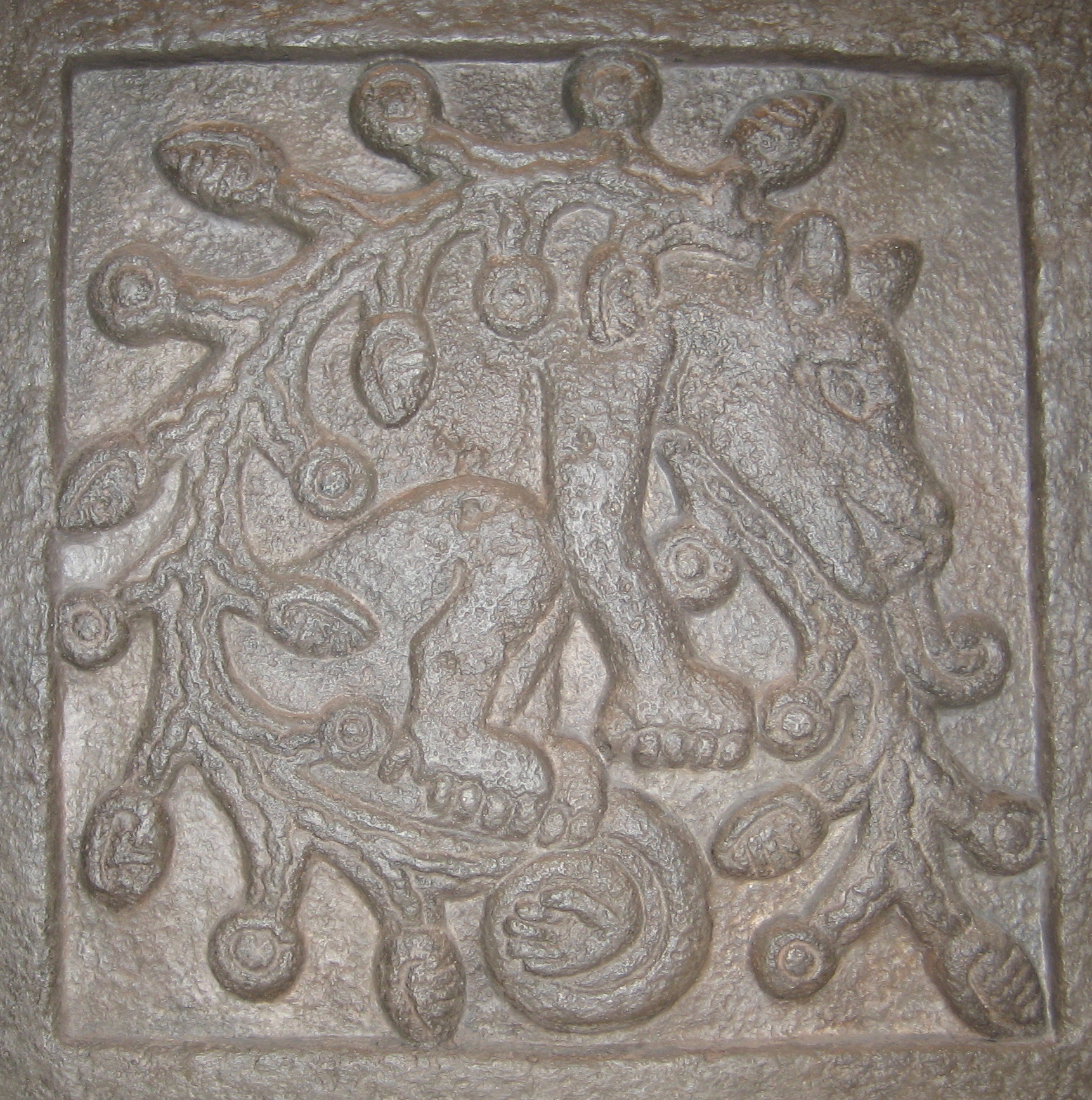
Glyphe d'Ahuitzotl gravé sur un temple de Tepoztlan.
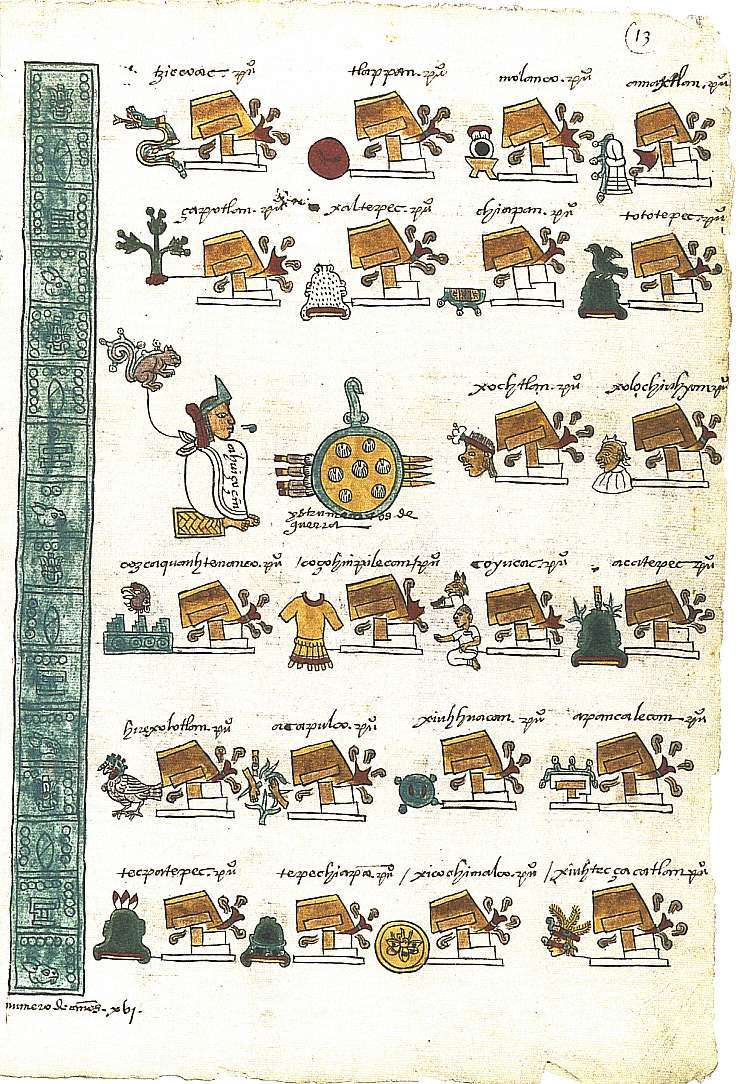
Les conquêtes d'Ahuizotl répertoriées dans le Codex Mendoza.